# 潜伏
| ウィキペディアには「潜伏」という見出しの百科事典記事はありません（タイトルに「潜伏」を含むページの一覧/「潜伏」で始まるページの一覧）。 代わりにウィクショナリーのページ「潜伏」が役に立つかもしれません。 |